# Almstorfer Moor
Das Almstorfer Moor ist ein Naturschutzgebiet in der niedersächsischen Gemeinde Himbergen in der Samtgemeinde Bevensen-Ebstorf im Landkreis Uelzen.
Das Naturschutzgebiet mit dem Kennzeichen NSG LÜ 149 ist 12 Hektar groß. Es ist vollständig Bestandteil des FFH-Gebietes „Rotbauchunken-Vorkommen Strothe/Almstorf“. Das Gebiet steht seit dem 16. Februar 1987 unter Naturschutz. Zuständige untere Naturschutzbehörde ist der Landkreis Uelzen.
Das Naturschutzgebiet liegt nordöstlich von Bad Bevensen zwischen Römstedt und Himbergen. Es stellt einen kleinen, nicht kultivierten Moorrest unter Schutz, der in seinem Ostteil von Erlen- und Weidenbruchwald sowie wassergefüllten ehemaligen Torfstichen geprägt wird. Im Westteil schließt sich eine zeitweise überstaute Grünlandfläche und ein extensiv bewirtschafteter Kiefernmischwald an.
Im Naturschutzgebiet befand sich zum Zeitpunkt der Unterschutzstellung einer der letzten Rotbauchunken-Lebensräume im Landkreis Uelzen, die hier an ihrer westlichen Verbreitungsgrenze lebt. Frühere Vorkommen, die bis zur Aller reichten, sind erloschen. Auch im Almstorfer Moor verschwand die Rotbauchunke. In den 1990er-Jahren wurde ihre Wiederansiedlung versucht.
Das Naturschutzgebiet ist vollständig von landwirtschaftlichen Nutzflächen umgeben. Es entwässert zum Gollernbach, der über den Röbbelbach in die Ilmenau fließt.